# Warlock (film)
 For alternative betydninger, se Warlock. (Se også artikler, som begynder med Warlock)
Warlock (engelsk for troldmand) er en amerikansk kultfilm fra 1989, produceret og instrueret af Steve Miner og med Julian Sands, Lori Singer og Richard E. Grant i hovedrollerne.

## Handling
I 1600-tallet, undslipper troldmanden (Julian Sands), galgen og hvirvles 300 år frem i tiden. I Los Angeles begynder han arbejdet med at genforene de tre dele af djævelens bog, som vil afsløre Guds hemmelige navn. Hvis det udtales, vil hele skabelsen blive tilintetgjort. Heksejægeren Giles Redferne (Richard E. Grant), er rejst frem i tiden og er i hælende på troldmanden, Redferne får hjælp af Kassandra (Lori Singer), som har overlevet troldmandens vrede. Ulykke og terror tager fart, da det lykkes troldmanden at forene de to første dele. Den sidste del er begravet på en gammel kirkegård i Boston i Giles Redfernes grav. I disse hellige omgivelser udspilles en kamp mellem sort magi og retfærdighedens styrke, hvor hele menneskehedens fremtid står på spil. 

## Medvirkende
- Julian Sands - Warlock
- Lori Singer - Kassandra
- Richard E. Grant - Giles Redferne
- Mary Woronov - Channeler
- Kevin O'Brien - Chas
- Richard Kuss - Mennonite
- Allan Miller - Kriminalbetjent
- Anna Levine - Pastors Kone
- David Carpenter - Pastor
- Kay E. Kuter - Proctor

## Ekstern henvisning
- Warlock på Box Office Mojo (engelsk)
- Warlock på Internet Movie Database (engelsk)
- Warlock på Filmdatabasen
- Warlock på Scope
- Warlock i Svensk Filmdatabas (svensk)
- Warlock på AlloCiné (fransk)
- Warlock på MovieMeter (nederlandsk)
- Warlock på AllMovie (engelsk)
- Warlock på Turner Classic Movies (engelsk)
- Warlock på The Movie Database (engelsk)
- Warlock på Rotten Tomatoes (engelsk)